# ArtBazaar Records
ArtBazaar Records – wydawnictwo założone przez kolekcjonerów sztuki Piotra Bazylkę i Krzysztofa Masiewicza w 2010 r., publikujące limitowane i kolekcjonerskie serie płyt winylowych (także kaset magnetofonowych) z muzyką nagraną przez współczesnych artystów zajmujących się sztukami plastycznymi.
Charakter działalności wydawnictwa nawiązuje do galerii RR, która w latach 80. XX wieku wydała dziewięć płyt winylowych z tzw. muzyką artystów. Poza nośnikami audio ArtBazaar Records publikuje tzw. artbooki i płyty DVD.
Bazylko i Masiewicz prowadzą również blog o sztuce współczesnej pt. ArtBazaar (od 2006 roku).

## Katalog wytwórni
| Artysta                               | Tytuł                                      | Numer katalogowy | Rodzaj wydawnictwa   | Sztuk w edycji kolekcjonerskiej | Sztuk w edycji standardowej | Źródło |
| ------------------------------------- | ------------------------------------------ | ---------------- | -------------------- | ------------------------------- | --------------------------- | ------ |
| Mariusz Tarkawian                     | ameboid                                    | ABR 001          | winyl                | 66                              | 133                         | [ 5 ]  |
| Wojciech Bąkowski                     | Zsyp                                       | ABR 002          | winyl                | 65                              | 133                         | [ 6 ]  |
| Konrad Smoleński i Przemysław Etamski | Niuniuni gra na psie                       | ABR 003          | winyl                |                                 |                             | [ 7 ]  |
| Samorządowcy                          | Les danses macabre                         | ABR 004          | winyl                | 66                              | 184                         | [ 8 ]  |
| KOT                                   | Rzeczy do poprawienia                      | ABR 005          | winyl                | 65                              | 180                         | [ 9 ]  |
| Radosław Szlaga                       | Nieautoryzowana biografia Ziemniaka Ziemka | ABR 006          | kaseta magnetofonowa | 20                              | 80                          | [ 10 ] |
| KOT                                   | Zapis koncertu w Teatrze Ósmego Dnia       | ABR 007          | DVD                  | 12                              | brak                        | [ 11 ] |
| Jerzy Lewczyński                      | Archeologia fotografii                     | ABR Foto 001     | książka              | 10                              | 90                          | [ 12 ] |
| Jerzy Lewczyński                      | Fotografie Pisane                          | ABR Foto 002     | książka              | 10                              | 100                         | [ 13 ] |
| Radosław Szlaga                       | Nieautoryzowana biografia Ziemniaka Ziemka | –                | książka              | –                               | 80                          | [ 14 ] |